# Matelea filipes
Matelea filipes är en oleanderväxtart som beskrevs av W.D.Stevens och Monterrosa. Matelea filipes ingår i släktet Matelea och familjen oleanderväxter. Inga underarter finns listade i Catalogue of Life.